# Erora nana
Erora nana is een vlinder uit de familie van de Lycaenidae. De wetenschappelijke naam van de soort werd als Pseudolycaena nana in 1865 gepubliceerd door Felder & Felder.